# Epeolus fallax
Epeolus fallax är en biart som beskrevs av Morawitz 1872. Epeolus fallax ingår i släktet filtbin, och familjen långtungebin. Inga underarter finns listade i Catalogue of Life.